# Dualit
Dualit, (Chomjakov & al. 2007) chemický vzorec: Na30(Ca,Na,Ce,Sr) 12(Na,Mn,Fe,Ti) 6Zr3MnSi51O144(OH,H2O,Cl) 9),  je klencový minerál.
Původ jména je odvozen z latinského Dualis – dvojaký, dvojitý – pro přítomnost dvou směsných aniontových radikálů.

## Původ
Vzácný minerál pegmatitů.

## Morfologie
Nepravidelná zrna.

## Vlastnosti
- Fyzikální vlastnosti: Tvrdost 5, hustota 2,84 g/cm³, štěpnost ani odlučnost nejsou patrné.
- Optické vlastnosti: Barva: citrónově žlutá. Lesk skelný, růhlednost: průhledný až jen průsvitný, vryp bílý.
- Chemické vlastnosti: Složení: Na2O 17,74 %, K2O 0,08 %, CaO 8,03 %, SrO 1,37 %, BaO 0,29 %, FeO 1,04 %, MnO 2,58 %, La2O3 0,79 %, Ce2O3 1,84 %, Nd2O3 0,88 %, Al2O3 0,20 %, SiO2 51,26 %, ZrO2 5,39 %, Nb2O5 1,94 %, TiO2 4,40 %, Cl 0,58 %, H2O 1,39 %, -O=Cl2 0,13 %, celkem 99,67.

## Naleziště
- Rusko – Alluajv' (hora, lovozerský masiv, Kolský poloostrov) nepravidelná zrna 0,3-0,5 mm velká, někdy srůstající se zrny obyčejného eudialytu v pegmatitech eudialytických luavritů ve vrtném jádře z hloubky 322 m. Vrtné jádro bylo tvořeno mineralizovanou pegmatitoidní horninou ultraagpaitového typu, složené z K-Na živce. nefelínu, sodalitu, kankrinitu, egirínu, alkalického amfibolu, eudialytu, lovozeritu, lomonosovitu, vuonnemitu, lamprofylitu, sfaleritu a villiaumitu.